# Hankó Ildikó
Hankó Ildikó, Kiszely Istvánné (Tiszalök. 1940. január 8.  –) magyar antropológus, újságíró, lap- és könyvkiadói szerkesztő, lexikográfus, tanár.

## Életpályája
Tiszalökön született, 1940. január 8-án. Ráckevén az Ady Endre Gimnáziumban érettségizett 1958-ban, és még abban az évben felvételt nyert az ELTE biológia-kémia szakára. Leginkább az antropológia tudománya érdekelte, ezért Bartucz Lajos professzor tanszékén töltötte ideje nagy részét. 1963-ban kapott diplomát. Előbb a XI. kerületi Dolgozók Gimnáziumában, majd a Kaffka Margit Gimnáziumban tanított. Később szerkesztőként dolgozott a Gondolat Könyvkiadónál, majd a Magyar Nemzet tudományos rovatához került. Mindezek mellett főleg antropológiával foglalkozott. Számos tudományos cikke jelent meg itthon és külföldön, konferenciákon vett részt, valamint ásatásokon az ország minden részén, illetve még Egyiptomban is. Megjelent több könyve. Tagja a MÚOSZ-nak. Munkásságát több díjjal is elismerték.
Közös könyveiknek társszerzője, férje, Kiszely István, antropológus volt.

## Könyvei
- Hankó Ildikó: Emberek (Búvár zsebkönyvek, Móra Ferenc Könyvkiadó, 1980)  ISBN 9631118436
- Hankó Ildikó: A magyar királysírok sorsa: Géza fejedelemtől Szapolyai Jánosig (Szerzői magánkiadás, Budapest, 1987)  ISBN 963-500-613-6
- Hankó Ildikó – Kiszely István: A nádori kripta (Babits Magyar-Amerikai Kiadó Rt., Szekszárd, 1990)  ISBN 9637805540
- Hankó Ildikó – Kiszely István: Ozirisz birodalmában (Kard és Jogar, Budapest, 2003)  ISBN 9639335142
- Hankó Ildikó: Királyaink tömegsírban (Magyar Ház, Budapest, 2004) ISBN 963214404X
- Hankó Ildikó – Kiszely István: Szokatlan szokások (Püski, Budapest, 2007)  ISBN 9789630621892
- Gyárfás Ágnes – Hankó Ildikó: Árpádházi Szent Erzsébet (Miskolci Bölcsész Egyesület. Miskolc, 2008)  ISBN 9789637528736

## Díjai, elismerései
- Hevesi Endre-díj (1994)
- Akadémiai Újságírói Díj (1995)
- Magyar Arany Érdemkereszt (2023)